# Fender Mustang Bass
Der Fender Mustang Bass ist ein elektrischer Bass mit kurzer Mensur. Er wird seit 1966 vom US-amerikanischen Musikinstrumentenhersteller Fender Musical Instruments Corporation gefertigt.

## Geschichte
Zwei Jahre nach dem gleichnamigen E-Gitarren-Modell Fender Mustang erschien der Mustang Bass. Ebenso wie die Gitarre sollte der Bass als preisgünstiges Einsteigerinstrument dienen, das in der Produktpalette unter den Instrumenten Fender Precision Bass und Fender Jazz Bass angesiedelt war.
Um den Bass auch für kleinere Hände von Kindern und Jugendlichen leichter bespielbar zu machen, setzte Fender hier erstmals einen verkürzten Hals mit kurzer Mensur von 30 Zoll ein. Die Elektronik entsprach mit einem geteilten Tonabnehmer in Einzelspulen-Bauweise (Single Coil) und jeweils einem Ton- und Lautstärkeregler (2× 250 k Poti log. plus 0,5 µF Kondensator) dem des Precision Bass. Zunächst nur in den Korpuslackierungen weiß und rot erhältlich, wurde im Jahr 1969 bei Gitarre und Bass das sogenannte Competition finish eingeführt. Neben neuen Farben wie dem bereits von der Fender Stratocaster bekannte Lake Placid Blue (ein intensives blau-metallic) enthielt das Competition finish einen „Rallyestreifen“, der an das Design von Rennwagen erinnern sollte.
Nach dem Verkauf der Firma Fender an den Medienkonzern CBS im Oktober 1964 zog sich Firmengründer Leo Fender im Laufe des Jahres 1965 zurück. Obwohl der Mustang Bass erst 1966 auf den Markt kam, ist er doch ein Entwurf Leo Fenders. Die Mustang-Bässe gehörten mit den Gitarren zu den letzten Instrumenten, die von Leo Fender mitentwickelt wurden.
Im Zuge der Ausdünnung der Fender-Produktpalette durch CBS zu Beginn der 1980er-Jahre wurde die Produktion des Basses wie auch der Gitarre im Oktober 1981 eingestellt. Nach Neuauflage der Mustang E-Gitarre wurde auch der Mustang Bass 1998 wieder ins Programm genommen. Die in Japan produzierte Neuauflage (Reissue Version) war zunächst nur in Japan erhältlich. Seit dem Jahr 2002 wird sie zumindest in den Farben Rot und Weiß weltweit angeboten. In Japan ist der Bass auch in Blau sowie als Competition-Modell in mehreren Farben erhältlich.

## Konstruktion
Die Mustang folgt wie bereits der Precision Bass dem grundlegenden Konstruktionsprinzip der Firma Fender: Auf einen massiven Korpus aus Erlenholz wird ein Hals aus Ahornholz geschraubt. Der Hals mit der für Fender ungewöhnlich kurzen 30-Zoll-Mensur besitzt ein Griffbrett aus Palisander mit 19 Bünden. Die Stimmmechaniken befinden sich in einer Linie auf der oberen Seite der asymmetrischen Kopfplatte. Der einzige Tonabnehmer des Instruments ist -ähnlich dem Precision Bass- ein sogenannter Splitcoil-Pickup. Diese Konstruktion mit zwei voneinander getrennten Spulen für die E- und A-sowie die D- und G-Saite unterdrückt durch die gegenpolige Verschaltung der beiden Tonabnehmerhälften Brumm- und Störgeräusche. Ton- und Lautstärkeregler sind ähnlich dem Jazz Bass auf eine verchromte Reglerplatte geschraubt. Die Saiten werden von der Rückseite her durch Haltehülsen im Korpus gefädelt (Befestigung through the body). Anders als beim Jazz- und Precision Bass befinden sich bei den Mustang Bässen von 1966 bis 1981 mit Masse verbundene Metallplatten unter den Tonabnehmern und auf dem Boden des Elektrikfaches. Sie sollen zusätzlich der Nebengeräuschdämpfung dienen.
Technisch interessant ist die Brücke des Mustang Bass. Leo Fender war in dieser Zeit, als Fender schon zu CBS gehörte, noch bis 1970 als Berater tätig, und er arbeitete auch am Mustang Bass mit. Die Brückenkonstruktion mit doppelt gewinkelter Grundplatte, von hinten im Korpus fixierten Saiten und per Rändelschraube individuell einstellbaren Moosgummidämpfern fand sich fast genau so auch auf dem Music Man StingRay Bass, Fenders erster Konstruktion nach dem Auslaufen des vertraglichen Wettbewerbsverbots im Jahr 1975.

## Der Mustang Bass in der Musik
Der Mustang Bass war zunächst als Anfängerinstrument gedacht. Viele namhafte Bassisten begannen auf einem Mustang ihr Spiel. Der bequemen Bespielbarkeit und dem charakteristischen Klang wegen wurde der Mustang Bass jedoch auch bei Profimusikern beliebt.
Der kurze Hals des Mustang Bass machte das Instrument im Gegensatz zu den großen Precision- und Jazzbässen ähnlich handlich wie eine E-Gitarre. Dies war von Vorteil für Musiker mit geringer Körpergröße oder Gitarristen, die auf Bass umstiegen. Zum anderen fügte sich der typische Klang in den Zeitgeschmack der 1960er- und 1970er-Jahre ein: Im Grundton dem Precision Bass nicht unähnlich, klingt der Mustang Bass etwas dumpfer und wärmer bei einem trotzdem klar definierten Ton. Dies machte den Bass besonders in der Motown- und beginnenden Discomusik der 1970er-Jahre beliebt, fand aber auch in der zeitgenössischen Rockmusik seine Anhänger.
Berühmte Musiker, die den Mustang Bass einsetzten waren unter anderem Bill Wyman (The Rolling Stones), Tina Weymouth (Talking Heads), Alan Lancaster von Status Quo, und Dee Dee Ramone von den Ramones. Jesse Murphy hat den typischen Klang mit der Band Brazilian Girls in die aktuelle Musik zurückgebracht. Eine weitere Spielerin des Mustang-Basses ist Lucy LaLoca von der Band Tito & Tarantula.